# Dornhan
Dornhan là một thị trấn thuộc huyện Rottweil, bang Baden-Württemberg, Đức. Nơi đây nằm ở phía đông dãy núi Rừng Đen, cách Freudenstadt 14 km về phía đông nam.